# Municipio de Leslie (Minnesota)
El municipio de Leslie (en inglés: Leslie Township) es un municipio ubicado en el condado de Todd en el estado estadounidense de Minnesota. En el año 2010 tenía una población de 642 habitantes y una densidad poblacional de 6,84 personas por km².

## Geografía
El municipio de Leslie se encuentra ubicado en las coordenadas 45°58′24″N 95°5′6″O / 45.97333, -95.08500. Según la Oficina del Censo de los Estados Unidos, el municipio tiene una superficie total de 93.84 km², de la cual 89,48 km² corresponden a tierra firme y (4,65 %) 4,36 km² es agua.

## Demografía
Según el censo de 2010, había 642 personas residiendo en el municipio de Leslie. La densidad de población era de 6,84 hab./km². De los 642 habitantes, el municipio de Leslie estaba compuesto por el 97,51 % blancos, el 0,47 % eran afroamericanos, el 0,47 % eran asiáticos y el 1,56 % eran de una mezcla de razas. Del total de la población el 0,16 % eran hispanos o latinos de cualquier raza.